# 三星Galaxy A70
三星Galaxy A70是三星電子於2019年5月發佈的一款手機，目前運行基於Android 11作業系統的One UI 3.1介面。這台智慧型手機搭載了Qualcomm Snapdragon 675 SoC，由8個Kyro 460核心、Adreno 612 GPU、6/8GB的記憶體和128GB儲存空間組成。
支援可以擴充到512GB的MicroSD記憶卡。4G雙卡雙待。不可拆卸的4500mAh電池，支援甚至比自家的Galaxy S10更快的25w快充，也保留3.5mm耳機孔。採用三星自家的6.7吋 Infinity-U Super-AMOLED FHD+螢幕。
Galaxy A70是第一款採用Infinity-U顯示技術的手機。